# Canton de Brumath
Le canton de Brumath est une circonscription électorale française située dans le département du Bas-Rhin, dans la collectivité européenne d'Alsace.

## Histoire
Par décret du 18 février 2014, le nombre de cantons du département est divisé par deux, avec mise en application aux élections départementales de mars 2015. Le canton de Brumath est conservé et s'agrandit. Il passe de 21 à 22 communes.

## Représentation

### Conseillers généraux de 1833 à 1871 et de 1919 à 2015
| Période | Période | Identité                            | Étiquette             | Qualité                                                                                                  |
| ------- | ------- | ----------------------------------- | --------------------- | --- |
| 1833    | 1848    | Baron Pierre Rielle de Schauenbourg |                       | Capitaine d'état-major Député (1834-1846)                                                                |
| 1848    | 1852    | Jean-Jacques Coulmann               | Ind.                  | Avocat, maître des requêtes au Conseil d'État Propriétaire à Brumath Député (1831-1834)                  |
| 1852    | 1867    | Baron Pierre Rielle de Schauenbourg |                       | Officier supérieur en retraite                                                                           |
| 1867    | 1871    | Paul-Louis de Leusse                | Centre droit          | Propriétaire, maire de Reichshoffen Député (1869-1870)                                                   |
| 1871    | 1919    | occupation allemande                |                       | |
| 1919    | 1928    | Fernand Herrenschmidt (1865-1938)   | Républicain Démocrate | Industriel à Strasbourg Président de la Chambre de commerce                                              |
| 1928    | 1934    | Alfred Koessler (1896-1936)         | Autonomiste           | Médecin à Strasbourg                                                                                     |
| 1934    | 1940    | Arthur Sprauer (1883-1962)          | URD                   | Industriel, maire de Kilstett (1919-1935) Président de la Caisse mutuelle agricole de dépôts et de prêts |
|         |         |                                     |                       | |
| 1945    | 1958    | Arthur Sprauer                      | DVD-MRP               | Ancien maire de Kilstett                                                                                 |
| 1958    | 1964    | Victor Fischer                      | MRP                   | Maire de Brumath (1953-1977)                                                                             |
| 1964    | 1988    | Germain Sprauer                     | UNR puis UDR puis RPR | Ingénieur Député (1967-1986) Maire de Kilstett                                                           |
| 1988    | 2008    | Bernard Schreiner                   | RPR puis UMP          | Professeur de collège en retraite Député (1988-2007) Maire de Brumath (1977-2001)                        |
| 2008    | 2015    | Étienne Wolf                        | UMP                   | Professeur Maire de Brumath depuis 2001                                                                  |

### Conseillers d'arrondissement (de 1833 à 1871 et de 1919 à 1940)
Le canton de Brumath appartenait à l'arrondissement de Strasbourg.
| Période                                  | Période | Identité                       | Étiquette | Qualité |
| ---------------------------------------- | ------- | ------------------------------ | --------- | --- |
| 1833                                     | 1836    | Jean Daniel Christ (1771-1837) |           | Maire de Brumath                                                                                            |
| 1836                                     | 1848    | Joseph Schifferstein           |           | Meunier, maire de Mommenheim                                                                                |
|                                          |         |                                |           | |
|                                          | 1940    | Philippe Sengel                |           | Cultivateur à Brumath                                                                                       |
| 1940                                     |         |                                |           | Les conseils d'arrondissement ont été suspendus par la loi du 12 octobre 1940 et n'ont jamais été réactivés |
| Les données manquantes sont à compléter. |         |                                |           | |

### Conseillers départementaux à partir de 2015
| Période élective | Période élective | Mandat | Mandat   | Identité             | Nuance | Nuance | Qualité                                                             |
| ---------------- | ---------------- | ------ | -------- | -------------------- | ------ | ------ | ------------------------------------------------------------------- |
| 2015             | 2021             | 2015   | en cours | Étienne Wolf         |        | LR     | Professeur Maire de Brumath Vice-président du Conseil Départemental |
| 2015             | 2021             | 2015   | en cours | Christiane Wolfhugel |        | LR     | Fonctionnaire Première adjointe au maire de Hœrdt                   |
| 2021             | 2028             | 2021   | 2028     | Étienne Wolf         |        | LR     | Conseiller sortant                                                  |
| 2021             | 2028             | 2021   | 2028     | Christiane Wolfhugel |        | LR     | Conseillère sortante                                                |

À l'issue du 1er tour des élections départementales de 2015, deux binômes sont en ballotage : Étienne Wolf et Christiane Wolfhugel (UMP, 45,61 %) et Gérard Chartier et Julie Muller (FN, 28,43 %). Le taux de participation est de 47,65 % (19 765 votants sur 41 481 inscrits) contre 47,83 % au niveau départemental et 50,17 % au niveau national.
Au second tour, Étienne Wolf et Christiane Wolfhugel (UMP) sont élus avec 67,56 % des suffrages exprimés et un taux de participation de 45,42 % (11 908 voix pour 18 842 votants et 41 480 inscrits).

## Composition

### Composition avant 2015
Le canton de Brumath comprenait 21 communes, regroupées en 4 ensembles :
- communes faisant partie de la Communauté de communes de la région de Brumath :
  - Bernolsheim
  - Bilwisheim
  - Brumath (chef-lieu)
  - Donnenheim
  - Krautwiller
  - Kriegsheim
  - Mittelschaeffolsheim
  - Mommenheim
  - Olwisheim
  - Rottelsheim
- communes faisant partie de la communauté de communes de la Basse Zorn :
  - Bietlenheim
  - Geudertheim
  - Gries
  - Hœrdt
  - Kurtzenhouse
  - Weyersheim
- communes faisant partie de la Communauté de communes de Gambsheim-Kilstett
  - Gambsheim
  - Kilstett
- communes faisant partie de la CUS :
  - Eckwersheim
  - Vendenheim
  - La Wantzenau

### Composition depuis 2015
Le canton de Brumath compte désormais 22 communes.
| Nom                             | Code Insee | Intercommunalité            | Superficie (km2) | Population (dernière pop. légale) | Densité (hab./km2) | Modifier                                    |
| ------------------------------- | ---------- | --------------------------- | ---------------- | --------------------------------- | ------------------ | ------------------------------------------- |
| Brumath (bureau centralisateur) | 67067      | CA de Haguenau              | 29,54            | 10 369 (2022)                     | 351                | modifier les données · modifier les données |
| Bernolsheim                     | 67033      | CA de Haguenau              | 3,39             | 610 (2022)                        | 180                | modifier les données · modifier les données |
| Bietlenheim                     | 67038      | CC de la Basse-Zorn         | 2,13             | 317 (2022)                        | 149                | modifier les données · modifier les données |
| Bilwisheim                      | 67039      | CA de Haguenau              | 2,56             | 537 (2022)                        | 210                | modifier les données · modifier les données |
| Donnenheim                      | 67100      | CA de Haguenau              | 3,76             | 363 (2022)                        | 97                 | modifier les données · modifier les données |
| Eckwersheim                     | 67119      | Eurométropole de Strasbourg | 7,46             | 1 428 (2022)                      | 191                | modifier les données · modifier les données |
| Gambsheim                       | 67151      | CC du Pays Rhénan           | 17,38            | 5 263 (2022)                      | 303                | modifier les données · modifier les données |
| Geudertheim                     | 67156      | CC de la Basse-Zorn         | 11,27            | 2 719 (2022)                      | 241                | modifier les données · modifier les données |
| Gries                           | 67169      | CC de la Basse-Zorn         | 12,23            | 2 886 (2022)                      | 236                | modifier les données · modifier les données |
| Hœrdt                           | 67205      | CC de la Basse-Zorn         | 16,56            | 4 557 (2022)                      | 275                | modifier les données · modifier les données |
| Kilstett                        | 67237      | CC du Pays Rhénan           | 6,90             | 2 548 (2022)                      | 369                | modifier les données · modifier les données |
| Krautwiller                     | 67249      | CA de Haguenau              | 1,48             | 225 (2022)                        | 152                | modifier les données · modifier les données |
| Kriegsheim                      | 67250      | CA de Haguenau              | 3,93             | 776 (2022)                        | 197                | modifier les données · modifier les données |
| Kurtzenhouse                    | 67252      | CC de la Basse-Zorn         | 3,58             | 1 087 (2022)                      | 304                | modifier les données · modifier les données |
| Mittelschaeffolsheim            | 67298      | CA de Haguenau              | 2,64             | 565 (2022)                        | 214                | modifier les données · modifier les données |
| Mommenheim                      | 67301      | CA de Haguenau              | 8,16             | 2 251 (2022)                      | 276                | modifier les données · modifier les données |
| Olwisheim                       | 67361      | CA de Haguenau              | 2,96             | 490 (2022)                        | 166                | modifier les données · modifier les données |
| Rottelsheim                     | 67417      | CA de Haguenau              | 2,39             | 294 (2022)                        | 123                | modifier les données · modifier les données |
| Vendenheim                      | 67506      | Eurométropole de Strasbourg | 15,89            | 6 005 (2022)                      | 378                | modifier les données · modifier les données |
| La Wantzenau                    | 67519      | Eurométropole de Strasbourg | 25,39            | 5 879 (2022)                      | 232                | modifier les données · modifier les données |
| Weitbruch                       | 67523      | CC de la Basse-Zorn         | 15,11            | 2 721 (2022)                      | 180                | modifier les données · modifier les données |
| Weyersheim                      | 67529      | CC de la Basse-Zorn         | 18,89            | 3 515 (2022)                      | 186                | modifier les données · modifier les données |
| Canton de Brumath               | 6703       |                             | 213,60           | 55 405 (2022)                     | 259                | modifier les données                        |

## Démographie

### Démographie avant 2015
| 1851   | 1905   | 1936   | 1962   | 1968   | 1975   | 1982   | 1990   | 1999   |
| ------ | ------ | ------ | ------ | ------ | ------ | ------ | ------ | ------ |
| 23 302 | 25 731 | 27 462 | 29 730 | 32 820 | 35 415 | 36 945 | 40 345 | 45 038 |

| 2006   | 2011   | 2012   | - | - | - | - | - | - |
| ------ | ------ | ------ | - | - | - | - | - | - |
| 48 110 | 49 247 | 49 288 | - | - | - | - | - | - |

### Démographie depuis 2015
En 2022, le canton comptait 55 405 habitants, en évolution de +5,12 % par rapport à 2016 (Bas-Rhin : +3,17 %, France hors Mayotte : +2,11 %).
| 2013   | 2018   | 2022   |
| ------ | ------ | ------ |
| 52 183 | 53 657 | 55 405 |